# رزين صحراوي
الرزين الصحراوي (باللاتينية: Agropyron desertorum) نوع نباتي يتبع جنس الرزين من الفصيلة النجيلية.

## الموئل والانتشار
موطنه القوقاز.